# Livräddarna på Bondi Beach
Livräddarna på Bondi Beach (Bondi Rescue) är ett australiensiskt TV-program från 2006 som visas på Channel Ten i Australien. Serien har även gått på svensk tv under våren 2010 på TV4 och TV4 Fakta.
Programmet handlar om livräddarnas arbete på Bondi Beach. Samtliga livräddare är anställda av Waverley Council som produktionsbolaget även, årligen, betalar 139 000 $ AUD (Australisk dollar) samt en viss del av vinsten av att sända programmet. Serien spelas in under den australiensiska sommarsäsongen (vanligtvis november - februari) under vilken livräddarna utför ca 5 000 räddningar per år. Livräddarna handskas med drunkningsolyckor såväl som försvunna barn, hajar i vattnet och tjuvar på stranden. Serien har vunnit Logie Awards som det populäraste faktaprogrammet åren 2008, 2009, 2010, 2011, 2012 samt 2013.
Några kända ansikten som dykt upp i serien är Paris Hilton, Snoop Dogg, Zac Efron och David Hasselhoff.

## Livräddarna
Aktiva livräddare på Bondi beach
- Alexander "Alex" Koops
- Andrew "Reidy" Reid – Deltagande
- Andy Mole
- Anthony "Harries" Carroll – Deltagande
- Anthony "Glick" Glick – Deltagande
- Ben "Quiggers" Quigley – Deltagande
- Bruce "Hoppo" Hopkins (Chef) – Deltagande och har en huvudroll
- Chase Hardaker
- Chris "Chappo/Chips" Chapman – Deltagande
- Corey Oliver – Deltagande
- Clint "Klipper" Kimmins (också triathlet) – Deltagande
- Daniel "Beardy" McLaughlin (också snickare) – Deltagande
- David Skene
- Dean "Deano" Gladstone – Deltagande
- Dylan "Milky" Davis
- Eddy Hudson
- Evan Faulks
- Gavin "Bagus" Stevenson – Deltagande
- Harrison "Lionel" Reid – Deltagande
- Jack Curtis
- Jackson Doolan – Deltagande
- Jake Bracken
- Jake Nolan - Deltagande
- Jethro "Jeff" James  – Deltagande
- Joel "Loaf" Bevilacqua – Deltagande
- Joel Bolewski – Deltagande
- Josh "dabigman" Burke
- Juliana "Jules" King
- Kailan "KC" Collins (f.d. Ironman) – Deltagande
- Lachlan MacIntosh
- Lachlan "Lachie" McArthur
- Liam "Itchy" Taylor
- Lukas "Boo" Street-Wong
- Luke Faddy
- Matthew "Matt H." Hastie
- Mario Marfella – Deltagande
- Max Ayshford - Deltagande
- Max MacGuigan
- Max Milligan – Deltagande
- Michael "Mouse"/"Black Cloud"/"Mick" Jenkinson – Deltagande
- Noah "Mort" Finnimore – Deltagande
- Quinn "Quinno" Darragh (också ambulanssjuksköterska)
- Ryan "Whippet" Clark (f.d. barnskådespelare) – Deltagande
- Ryan Yerbury (också polis) – Deltagande
- Sam Fleeting
- TJ Hendy (också Ironman)
- Thomas "Egg/Tommy" Bunting (också kiropraktor)
- Trent “Maxi” Maxwell (också brandman)  – Deltagande
- Trent "Singlets" Falson (också personlig tränare) – Deltagande
- Troy "Gonzo" Quinlan – Deltagande
- Tyson McIntosh – Deltagande
- Wally Eggleton – Deltagande
- William "Will/Rhino" Bigelow (f.d. football-spelare)

Före detta
- Aaron "Azza"/"Azza G" Graham (team ledare)
- Adrian "Taco" Kovacic
- Adriel "Bacon" Young
- Andrew "Pine" O'Sullivan
- Beau Day
- Ben "Benny" Davies (producent/surfare)
- Ben Sutherland
- Blake McKeown
- Brad "Mal" Malyon
- Brooke Cassell
- Bobby "Yak" Yaldwyn (också ambulanspersonal)
- Chris Emery
- Chris "Thaney" Thane
- Colin Thackeray
- Cooper "Coops" Braxton
- Cooper "Coops" Wilson
- Corey Adams
- Craig Carney
- Danny McKell
- Derek Recio
- Des "The Chairman" Burke
- Dunstan "Dunno" Foss
- Greg "Bisho" Bishop (också brandman)
- Harry "H"/"H-man" Nightingale (Pensionerad 015)
- Jesse "Kid" Polock
- John "Johnny" Robson
- Kobi Graham
- Kristian "Yatesy" Yates
- Kyle Pao (Utbyte med livräddare från Hawaii)
- Luke "Louie" Daniels
- Matt "Burkey" Burke
- Matt Colquhoun
- Matt Dee
- Nathan "Anny" Anson
- Nicola Atherton (föredetta surfare, jobbar som instruktör ((surfing))
- Rod "Kerrbox"/"Box" Kerr (gruppledare, före detta surfare)
- Sean Carroll
- Scotty Thomson
- Stuart Morrow
- Steve "The Don" Vincent
- Terry "Tezz" McDermott
- Temika Wright
- Tommy Frazer
- Tom Miller

## Fordon och utrustning
- Yamaha Rhino 700, Fyrhjuling
- Yamaha WaveRunner FX High Output, Vattenskoter
- Kracka and Bennet Surfingbräda

## Säsonger
| Säsong | Datum            | Datum            | Avsnitt | DVD                                         | DVD                                         | DVD                                         |
| Säsong | Första avsnittet | Sista avsnittet  | Avsnitt | Lanseringsdatum                             | Antal skivor                                | Extra innehåll                              |
| ------ | ---------------- | ---------------- | ------- | ------------------------------------------- | ------------------------------------------- | ------------------------------------------- |
| 1      | 6 februari 2006  | 27 mars 2006     | 8       | 13 februari 2008                            | 2                                           | Slipcase                                    |
| 2      | 5 februari 2007  | 9 april 2007     | 10      | 13 februari 2008                            | 2                                           | Slipcase                                    |
| 3      | 5 februari 2008  | 6 maj 2008       | 14      | 17 september 2008                           | 2                                           | Slipcase                                    |
| 4      | 8 februari 2009  | 3 maj 2009       | 13      | 5 augusti 2009                              | 2                                           | Hoppo rescue                                |
| 5      | 7 februari 2010  | 2 maj 2010       | 13      | 3 augusti 2011                              | 2                                           | Slipcase                                    |
| 6      | 6 februari 2011  | 24 april 2011    | 14      | 1 december 2011                             | 2                                           | Stand by (extra avsnitt)                    |
| 7      | 6 februari 2012  | 7 maj 2012       | 13      | 7 maj 2012                                  | 2                                           | N/A                                         |
| 8      | 10 februari 2013 | 2 juni 2013      | 13      | 21 maj 2014                                 | 2                                           | N/A                                         |
| 9      | 3 mars 2014      | 11 maj 2014      | 13      | Ingen DVD, släpptes direkt på Itunes Store. | Ingen DVD, släpptes direkt på Itunes Store. | Ingen DVD, släpptes direkt på Itunes Store. |
| 10     | 17 mars 2015     | 30 augusti 2015  | 13      | Ingen DVD, släpptes direkt på Itunes Store. | Ingen DVD, släpptes direkt på Itunes Store. | Ingen DVD, släpptes direkt på Itunes Store. |
| 11     | 15 mars 2016     | 10 juli 2016     | 13      | Ingen DVD, släpptes direkt på Itunes Store. | Ingen DVD, släpptes direkt på Itunes Store. | Ingen DVD, släpptes direkt på Itunes Store. |
| 12     | 29 januari 2017  | 30 april 2017    | 13      | Ingen DVD, släpptes direkt på Itunes Store. | Ingen DVD, släpptes direkt på Itunes Store. | Ingen DVD, släpptes direkt på Itunes Store. |
| 13     | 13 mars 2018     | 24 april 2018    | 10      | Ingen DVD, släpptes direkt på Itunes Store. | Ingen DVD, släpptes direkt på Itunes Store. | Ingen DVD, släpptes direkt på Itunes Store. |
| 14     | 20 februari 2019 | 2 oktober 2019   | 10      | Ingen DVD, släpptes direkt på Itunes Store. | Ingen DVD, släpptes direkt på Itunes Store. | Ingen DVD, släpptes direkt på Itunes Store. |
| 15     | 25 mars 2020     | 8 juli 2020      | 10      | Ingen DVD, släpptes direkt på Itunes Store. | Ingen DVD, släpptes direkt på Itunes Store. | Ingen DVD, släpptes direkt på Itunes Store. |
| 16     | 25 februari 2021 | 20 december 2021 | 10      | Ingen DVD, släpptes direkt på Itunes Store. | Ingen DVD, släpptes direkt på Itunes Store. | Ingen DVD, släpptes direkt på Itunes Store. |
| 17     | 14 april 2023    | 23 juni 2023     | 10      | Ingen DVD, släpptes direkt på Itunes Store. | Ingen DVD, släpptes direkt på Itunes Store. | Ingen DVD, släpptes direkt på Itunes Store. |
| 18     | 10 juli 2024     |                  | 10      | Ingen DVD, släpptes direkt på Itunes Store. | Ingen DVD, släpptes direkt på Itunes Store. | Ingen DVD, släpptes direkt på Itunes Store. |